# Studio 150
| Совокупная оценка | Совокупная оценка |
| Источник          | Оценка            |
| ----------------- | ----------------- |
| Metacritic        | 48/100            |
| Оценки критиков   |                   |
| Источник          | Оценка            |
| Allmusic          | [ 2 ]             |
| BBC Music         | (neutral)         |
| Music Box         | [ 4 ]             |
| musicOMH          | (positive)        |
| The Scotsman      | [ 6 ]             |

Studio 150  — седьмой студийный альбом британского рок-музыканта Пола Уэллера (бывшего фронтмена рок-групп The Jam и The Style Council), вышедший 14 сентября 2004 года на лейбле V2 Records. Он состоит из каверов на песни различных исполнителей и демонстрирует бесчисленное множество музыкальных влияний Уэллера. Альбом был назван в честь небольшой студии Studio 150 в Амстердаме, в которой он был записан.
Альбом дебютировал на 2 месте в официальном хит-параде Великобритании и получил золотую сертификацию.

## Об альбоме
Альбом получил положительные и умеренные отзывы музыкальных критиков и интернет-изданий.
В агрегаторе Metacritic, устанавливающем в среднем оценку до ста, основанную на профессиональных рецензиях, альбом получил 48 баллов на основе 12 полученных рецензий, что означает «получил в целом положительные отзывы от критиков».
В сентябре 2004 года он дебютировал на 2 месте в официальном хит-параде Великобритании.

## Список композиций
1. «If I Could Only Be Sure» (Gabriel Mekler, Nolan Porter)
2. «Wishing on a Star» (Billie Rae Calvin)
3. «Don't Make Promises» (Тим Хардин)
4. «The Bottle» (Гил Скотт-Херон)
5. «Black Is the Colour» (Traditional)
6. «Close to You» (Берт Бакарак, Хэл Дэвид)
7. «Early Morning Rain» (Гордон Лайтфут)
8. «One Way Road» (Ноэл Галлахер)
9. «Hercules» (Алан Туссен)
10. «Thinking of You» (Bernard Edwards, Nile Rodgers)
11. «All Along the Watchtower» (Боб Дилан)
12. «Birds» (Нил Янг)

### Оригинальные версии
1. «If I Could Only Be Sure» (оригинальная песня 1972 года в исполнении Nolan Porter)
2. «Wishing on a Star» (песня 1977 года Rose Royce, ставшая хит-синглом в 1978 году)
3. «Don't Make Promises» (оригинальная песня 1966 года с дебютного альбмоа Tim Hardin)
4. «The Bottle» (оригинальная песня 1974 года с альбома Winter in America Scott-Heron)
5. «Black Is the Color (of My True Love’s Hair)» (оригинальная аппалачская фолк-песня с шотландскими корнями, популяризованная Питом Сигером, Ниной Симон и Джоан Баэз примерно в 1960 году)
6. «Close to You» (оригинальная песня 1963 года Ричарда Чемберлена, популяризованная в 1970 году группой The Carpenters)
7. «Early Morning Rain» (оригинальная песня 1966 года с дебютного альбома Lightfoot! Гордон Лайтфут)
8. «One Way Road» (оригинальная песня появилась в 2000 году как второй стороне сингла «Who Feels Love?» группы Oasis)
9. «Hercules» (оригинальная песня 1973 году как сингл Aaron Neville)
10. «Thinking of You» (оригинальная песня появилась в 1979 году у группы Sister Sledge, ставшая хитом в Великобритании в 1984 году)
11. «All Along the Watchtower» (оригинальная песня 1967 года с альбома Боба Дилана John Wesley Harding: версия Уэллера основана на аранжировке Jimi Hendrix этой песни с его вышедшего в 1968 году альбома Electric Ladyland)
12. «Birds» (оригинальная песня 1970 года Neil Young с его альбома After the Gold Rush)

## Позиции в чартах
| Чарт (2004)                       | Высшая позиция |
| --------------------------------- | -------------- |
| Бельгия/Фландрия (Ultratop)       | 53             |
| Нидерланды (Album Top 100)        | 36             |
| Франция (SNEP)                    | 155            |
| Германия (Offizielle Top 100)     | 35             |
| Ирландия (IRMA)                   | 5              |
| Италия (Classifica album)         | 29             |
| Шотландия (Scottish Albums Chart) | 2              |
| Великобритания (UK Albums Chart)  | 2              |